# Carlo Rossetti (diplomate)
Pour les articles homonymes, voir Carlo Rossetti.
Carlo Rossetti, né en 1876 à Turin et mort en 1948, était un officier de marine et second consul italien en Corée, en poste de novembre 1902 à juin 1903 dans ce pays. Il a été auteur de nombreux ouvrages sur différents sujets. Il est connu pour avoir pris de nombreuses photographies de la Corée, de ses habitants et de sa culture, durant son séjour de 8 mois.

## Biographie

### Enfance et études
Il est né en 1876 à Turin.

### Vie professionnelle
Il était lieutenant dans la marine royale italienne en Crète.
Il a été affecté au consulat de Séoul en 1902.

#### Consul en Corée
Ugo Francesetti di Malgrà, premier consul italien, arrive à Séoul en décembre 1901 mais meurt le 12 octobre 1902 de la typhoïde. L'Italie renforce sa position diplomatique en nommant le 28 juillet 1902 Attilio Monaco au poste de ministre résident et consul général en Corée, mais se trouvant au Brésil il est prévu qu'il arrive en 1903.
Pour assurer l'intérim, Rossetti est nommé second consul en 1902, et rejoint la Corée en novembre 1902 en arrivant depuis la Chine. Il ne résidera qu'à Séoul et son expérience se limitera à cette ville. Pendant son séjour en Corée, il a pris des photographies de Coréens à divers titres.
Attilio Monaco et sa famille arrive à Séoul le 29 avril 1903 et prend les commandantes de la légation italienne à Séoul en mai 1903, ce qui annonce la fin de l'intérim de Carlo Rossetti, qui quitte la Corée en juin 1903 après 8 mois de séjour.
En 1904, à son retour en Italie Rossetti écrit et parle de son séjour en Corée,. Cela donnera l'ouvrage Corea e Coreani. Impressioni e ricerche sull'Impero del Gran Han publié en 2 volumes en 1904 et 1905.

#### Autres
En 1904, de retour en Italie il publie en 2 volumes l'ouvrage Corea e Coreani. Impressioni e ricerche sull'Impero del Gran Han
Il fonde la revue Rivista coloniale en 1906.

### Fin de vie
Il meurt en 1948.

## Œuvres
- Corea e Coreani. Impressioni e ricerche sull'Impero del Gran Han. Bergamo, Istituto Italiano d'Arti Grafiche, 1904-1905, 2 vol. (traduction française : La Corée et les Coréens, traduit de l'italien par No Mi-Sug et Alain Génetiot, préface d'Alain Delissen, Maisonneuve et Larose, 2002)
- Lettere dalla Corea : Cenni sulle istituzioni ed i commerci di quell'impero / Canavis (Carlo Rossetti) Livorno : R. Giusti, 1904